# Chen Changxing
Chen Changxing o Ch'en Chang-hsing (1771-1853) fue un descendiente de la XIV generación y maestro de la VI generación de la Familia Chen, además fue un influyente artista marcial y maestro de taijiquan (taichi chuan).

## Trayectoria
Chen Changxing es un personaje con un pasado misterioso, rodeado de controversia. Es más conocido como el maestro del gran maestro de taijiquan Yang Luchan, pero hay discrepancias sobre qué estilo de arte marcial Chen Changxing enseñó a Yang Luchan.
Algunas escuelas de pensamiento sugieren que Chen Changxing fue un rebelde que practicaba y enseñaba un estilo de arte marcial que no formaba parte de la tradición de artes marciales de la Familia Chen, y que lo fue enseñando directa, o indirectamente, a través de un maestro de taijiquan conocido como Jiang Fa. Algunas otras escuelas de pensamiento sugieren que Chen Changxing re-elaboró las rutinas tradicionales de la Familia Chen, creando su propio estilo y luego se lo enseñó a Yang Luchan y otros discípulos. Ambas escuelas explican por qué el taijiquan que ahora practican los descendientes de Yang Luchan es sustancialmente diferente de las rutinas modernas de Chen, pero ninguna de las teorías puede ser completamente comprobada y por lo tanto persiste la controversia. Al mismo tiempo, los miembros seguidores del estilo Chen creen que no cambió mucho el estilo Chen Taijiquan desde los tiempos que precedieron a Chen Changxing, ni después de él, sólo levemente, la secuencia de los movimientos y su agrupación en las formas. Las diferencias entre Chen Taijiquan y otros grandes estilos se atribuyen principalmente al desarrollo independiente de los estilos, en diferentes lugares y las variaciones en las épocas modernas y premodernas. La representación visual del estilo Sun, por ejemplo, se ve notablemente diferente del estilo Yang, que a su vez refleja el estilo Chen, tanto en la apariencia como en los nombres de los movimientos.
Se dice que Chen Changxing tuvo un carácter irreverente y recibió el sobrenombre de "Tableta ancestral" debido a su postura directa y contundente. En "La Genealogía de la Familia Chen" está como instructor de artes marciales, pero sin especificar el estilo que enseñó.